# Luzancy
Luzancy település Franciaországban, Seine-et-Marne megyében. Lakosainak száma 1048 fő (2022. január 1.). Luzancy Reuil-en-Brie, Saâcy-sur-Marne, Sainte-Aulde, Chamigny és Méry-sur-Marne községekkel határos.Itt nyugszik Bercsényi László, aki Franciaország marsallja lett. 

## Népesség
A település népességének változása:
| Lakosok száma | 1101 | 1101 | 1156 | 1110 | 1112 | 1112 | 1092 | 1070 | 1048 |
|               | 2013 | 2015 | 2016 | 2017 | 2018 | 2019 | 2020 | 2021 | 2022 |